# Imantodes
Genre
Imantodes est un genre de serpents de la famille des Dipsadidae.

## Répartition
Les huit espèces de ce genre se rencontrent en Amérique centrale et en Amérique du Sud.

## Liste des espèces
Selon The Reptile Database (24 août 2015) :
- Imantodes cenchoa (Linnaeus, 1758)
- Imantodes chocoensis Torres-Carvajal, Yánez-Muñoz, Quirola, Smith & Almendáriz, 2012
- Imantodes gemmistratus (Cope, 1861)
- Imantodes guane Missassi & Prudente, 2015
- Imantodes inornatus (Boulenger, 1896)
- Imantodes lentiferus (Cope, 1894)
- Imantodes phantasma Myers, 1982
- Imantodes tenuissimus (Cope, 1867)

## Publication originale
- Duméril, 1853 : Prodrome de la classification des reptiles ophidiens. Mémoires de l'Académie des sciences, Paris, vol. 23, p. 399-536 (texte intégral).